# Masacre de Ma'an
La masacre de Ma'an fue una masacre reportada de alauitas en el pueblo de Ma'an, Siria, el 9 de febrero de 2014.

## Desarrollo
El 9 de febrero de 2014, los rebeldes del grupo Jund al-Aqsa del Frente Islámico atacaron y capturaron el pueblo alauita de Ma'an, en la gobernación de Hama, matando a 21 civiles, 14 de ellos mujeres, durante la toma de la aldea, de acuerdo con el OSDH. 10 de los muertos eran de una sola familia. 20 milicianos progubernamentales también murieron en el ataque. Los medios estatales describieron el ataque como una masacre y las fuentes del gobierno sirio afirmaron alrededor de 60 civiles fueron asesinados por el Frente Islámico, apoyado por Arabia Saudí, en su mayoría mujeres, niños y ancianos.
El Frente al-Nusra negó haber participado en el ataque, afirmando que otro grupo estaba detrás de él. El portavoz del Secretario General de la ONU Ban Ki-moon transmitió que el Secretario General expresó su "gran conmoción" por las denuncias de la masacre.
La masacre provocó manifestaciones en contra del Al Qaeda, del Frente al-Nusra, del Partido de la Justicia y el Desarrollo y de los Estados Unidos por la comunidad aleví en Hatay, Mersin, Estambul y otras ciudades turcas.
El 17 de febrero, el Ejército Árabe Sirio recapturó Ma'an.